# 阿拉伯半岛
阿拉伯半島(/əˈreɪbiə/; 阿拉伯语：‎, , “阿拉伯半岛”或 ‎, ，意为“阿拉伯人的岛”)位於西亞，其西邊和非洲接壤，它從中東向東南方伸入印度洋。面積3,237,500 km2（1,250,000 sq mi），是世界上最大的半島。向西它與非洲的邊界是蘇伊士運河、紅海和曼德海峽。向南它伸入阿拉伯海和印度洋。向東它與伊朗隔波斯灣和阿曼灣相望。沙烏地阿拉伯、葉門、阿曼、阿拉伯聯合酋長國位於阿拉伯半島上。其中以沙烏地阿拉伯的面積最大，佔據大部分的阿拉伯半島。
阿拉伯半島常年受副高壓帶及信風帶控制，非常乾燥，幾乎整個半島都是熱帶沙漠氣候區並有面積較大的無流區，缺乏天然淡水資源，本區有七個沒有河流的國家。半島沿波斯灣周圍有大量石油儲藏，自從20世紀陸續成功開採後，給阿拉伯半島上臨波斯灣的國家帶來了巨大的財富。
阿拉伯半島是伊斯蘭教的誕生地。伊斯蘭教的創教人穆罕默德在這裡出生和生活。半島上的麥加是伊斯蘭教的聖地。以阿拉伯半島為中心的阿拉伯帝國曾橫跨歐亞非大陸。今天半島上所有國家都以伊斯蘭教為國教，並以遜尼派佔多數。